# GUNP
GUNP（ガンプ）は、日本の漫画家。杜 講一郎（もり こういちろう）、佐倉 乎美（さくら かなみ）の2人組のユニット。同名の同人サークルとしても活動を行っている。
本項では、杜講一郎×佐倉乎美名義で作品を発表している商業活動について記述する。

## 構成メンバー
杜 講一郎（もり こういちろう）
名古屋市出身。シナリオ・デザインを担当。
佐倉 乎美（さくら かなみ）
大阪府出身。作画を担当。同人誌では「さくらあかみ」の名義で活動している。
名古屋市に在住している。

## 概要
ギャグ調のコメディ、シリアスなストーリー、百合作品など様々なタイプの作品を出している。
主にコメディを主軸とした四コマ漫画と、心温まるハートナイーフ（heartnavi)系を得意としている。
パロディ・二次創作での主な活動ジャンルは『THE IDOLM@STER』『涼宮ハルヒ』『らき☆すた』『とらドラ!』『魔法少女まどか☆マギカ』等である。
イベントや専門店での同人誌頒布の他、公式サイト上で前述の作品をベースにしたウェブコミックを掲載している。

### 商業活動
『月刊コンプエース』（角川書店）に不定期掲載されている複数人の漫画家が交替で執筆するアンソロジー「らき☆すた コミックアラカルト」に2007年より杜×さくら名義で参加している。
ウェブコミック配信サイト『FlexComixブラッド』で2008年9月3日更新分より初のオリジナル連載となる「瞳のフォトグラフ」を開始し3巻まで刊行された。さらに2010年にはオリジナル百合アンソロジーコミック『ComicリリィPLUS』Vol.1より「茜色の方程式」の連載を開始したが、同誌はVol.2にて休刊し未完。なお『ComicリリィPLUS』の前身である『Comicリリィ』Vol.3にはプロローグにあたる「ファーストキッス」が掲載されている。
2010年9月17日配信よりウェブコミック配信サイト『ファミ通コミッククリア』にて、初の原作付き連載『CHAOS;HEAD らぶChu☆Chu!』（原作：5pb. ストーリー構成：日暮茶坊 キャラクターデザイン：ささきむつみ）を掲載開始している。
2015年7月30日モンスター文庫より出版されているライトノベル『エルフ転生からのチート建国記』（著：月夜涙）にてイラストレーターとしてデビュー。
2017年7月30日配信よりウェブコミック配信サイト『コミッククリア』にて、原作付き連載『Wake Up, Girls! エターナル・センシズ』（原作・監修：Green Leaves）を掲載開始している。
2019年3月19日配信よりウェブコミック配信サイト『comicブースト』にて、原作付き連載『小説投稿サイトを利用していたら、クラスの美少女が読者だった』（原作：雨ノ日玖作（小説家になろう投稿作））を掲載開始している。
2021年2月23日配信よりウェブコミック配信サイト『ComicWalker』にて、原作付き連載『悪役腐令嬢様とお呼び!』（原作：節トキ、キャラクターデザイン：フルーツパンチ）を掲載開始している。
2021年11月2日配信よりウェブコミック配信アプリ『マンガがうがう』にて、原作付き連載『没落貴族の俺がハズレ（?）スキル『超器用貧乏』で大賢者と呼ばれるまで』（原作：八神凪、キャラクターデザイン：リッター）を掲載開始している。
2022年2月1日配信よりウェブコミック配信サイト『comicブースト』にて、原作付き連載『俺の冴えない幼馴染がＳランク勇者になっていた件』（原作：詩葉豊庸）を掲載開始している。
2022年10月19日より青年漫画雑誌『月刊チャンピオンRED』にて、原作付き連載『こじらせ転生魔王と7人のおしかけ乙女のラグナロク・システム』（原作：サイトウケンジ）を掲載開始している。
2023年8月30日配信より電子書籍雑誌『コミックライド』にて、原作付き連載『冒険者ギルドが十二歳からしか入れなかったので、サバよみました。』（原作：KAME、キャラクターデザイン：ox）を掲載開始している。